# Savanna–Sabula Bridge
Die Savanna–Sabula Bridge ist eine Auslegerbrücke mit Fachwerkträger, die den Mississippi zwischen Savanna und Sabula in den US-amerikanischen Bundesstaaten Illinois und Iowa überspannt.
Über die Brücke führen der U.S. Highway 52 und die Iowa State Route 64. Die zwei Fahrspuren werden täglich von mehr als 2300 Fahrzeugen genutzt.